# Sharpsburg (Géorgie)
Pour les articles homonymes, voir Sharpsburg.
Sharpsburg est une ville américaine située dans le comté de Coweta, en Géorgie. Selon le recensement de 2020, sa population est de 327 habitants.